# Dead Rising 2
Dead Rising 2 is een openwereldspel gemaakt door Capcom in samenwerking met Blue Castle Games. Het computerspel kwam in Noord-Amerika uit op 28 september 2010, in Japan op 30 september 2010 en in Europa op 24 september 2010 voor de PlayStation 3 en de Xbox 360. Het kwam uit voor Windows op 28 september 2010.
Het hoofdpersonage in dit spel is Chuck Greene. Hij is een voormalig motorcrosskampioen die meedeed aan het televisieprogramma Terror is Reality.

## Verhaal
5 jaar na de eerste Dead Rising maakt Chuck zich klaar voor het programma Terror is Reality samen met zijn dochter Katey in Fortune City. Chuck vraagt aan een man om zijn dochter veilig te brengen tot na het programma. Net voor de start ontmoet hij een tegenstander genaamd Leon Bell die hem uitlacht omdat Chuck's vrouw stierf door zombies in de eerste Dead Rising. Na de race komt hij uit een lift en ziet hij dat iedereen is veranderd in zombies. Hij gaat op zoek naar Katey. Samen ontsnappen ze en gaan ze met nog een aantal andere overlevenden naar de Safe Room. Daar aangekomen ontmoeten ze Sulivan. Hij ziet dat Katey gebeten is maar Chuck toont een verpakking met Zombrex. In feite is het pakje leeg. Chuck en Katey beginnen te praten over hoe het verder moet en hoe Chuck aan Zombrex kan geraken. Hij ontmoet Stacey die de conversatie tussen Chuck en Katey gehoord heeft. Stacey vertelt Chuck dat er een apotheek is Royal Flush Plaza is die waarschijnlijk Zombrex zal hebben. Daar aangekomen ziet Chuck een bende die goederen en geld stelen. Na ze te verslagen hebben vraagt Chuck aan de uitbaatster of ze gewond is. Ze gaat met hem mee naar de Safe House en Chuck heeft Zombrex.
Nadat Chuck Katey Zombrex geeft, zien Chuck en Stacey een reportage over de zombies. Een man verkleed in de Terror is Reality kledij van Chuck verschijnt en iedereen denkt dat het Chuck is die gezorgd heeft voor de zombies. Chuck gaat op zoek naar de verslaggeefster. Chuck ontmoet de verslaggeefster genaamd Rebecca in het hotel. Eens haar ontmoet te hebben gaan ze samen naar de studio maar zien dat er twee mensen dood zijn. Chuck krijgt een oproep van Stacey om te melden dat Sullivan hem gezien heeft op televisie en dat hij ongerust is. Als hij aankomt hoort hij Sullivan en Stacey ruzie maken. Chuck zegt dat hij niets met de zombies te maken heeft.
Nadat Stacey Chuck terugroept naar de Safe House ziet ze beelden van mensen in ondergrondse tunnels. Stacey waarschuwt Chuck nog, en zegt dat hij levend moet terugkomen voor Katey. Wanneer Chuck gaat kijken in de tunnels ziet hij mensen met geweren. Na ze te doden ziet hij TK, de eigenaar van Terror is Reality. Het blijkt dat hij achter de zombies is en hij ontsnapt met een trein. Chuck kan hem volgen met een brommer en kan op de trein reiden. Meer mensen met geweren zitten Chuck te beschieten. Na ze te hebben gedood ziet hij weer TK maar TK kan de wagon losmaken waardoor Chuck achterblijft. TK schiet nog met een pistool maar mist. Stacey belt Chuck om te vragen of alles in orde is en wat er gebeurde. Dan vindt Chuck nog een sleutel om binnen te kunnen in de tunnels.
Na een tijdje roept Stacey Chuck weer naar de Safe House en ze ziet dezelfde mensen als in de tunnels die geld proberen te stelen uit kluizen in casino's. Chuck gaat ernaartoe en probeert de boor die de kluis moet openen te stoppen. Als hem dat lukt, belt Stacey om te zeggen dat er een muur is open gebroken buiten de Americana Casino. Als hij daar aankomt zie hij weer dezelfde mensen als in de tunnels en een busje die door de muur reed. Eens het busje te hebben uitgeschakeld komt TK tevoorschijn, maar zonder dat Chuck het ziet en meld aan zijn mannen dat ze wat langer blijven dan geplant. Rebecca komt alles filmen van het busje en de overledenen mensen van TK. Ineens ontploft het busje en Chuck kan haar nog redden. Chuck vraagt aan Rebecca of ze hem nu gelooft dat hij het niet was. Ze zegt dat ze haar bron gaat ontmoeten en dat hij om 11 uur in de avond naar de bar in Yucatan Casino moet komen.
Om 11 uur belt Stacey naar Chuck om te zeggen dat ze zich zorgen maakt om Rebecca en dat hij snel naar de bar moet gaan. Daar aangekomen merkt hij dat Rebecca is gegijzeld door de zussen die ook aanwezig zijn in het tv-programma Terror is Reality. Zij begeleiden TK. Chuck moet ze doden. Zodra hij dat gedaan heeft, zegt Rebecca dat TK nog komt met een helikopter om met geld weg te gaan van Fortune City. Rebecca zegt dat Chuck om 8 uur 's avonds naar het dak op de Safe House moet gaan. Na uren te wachten zien ze de helikopter en lijkt het er op dat het gaat landen op het dak van Fortune City Hotel. Chuck gaat ernaartoe en net voor de lift sluit, komt Rebecca, die niet wil dat Chuck alleen gaat. Eens boven merkt een hulp van TK Chuck op en ze proberen te ontsnappen. Chuck kan nog maar net de helikopter vastmaken een aan toestel met een koord. Chuck wordt beschoten met een machinegeweer dat op de helikopter staat en Chuck gooit met alles dat hij maar kan vinden op het dak naar de helikopter. Als de helikopter het begeeft neemt hij TK mee naar de Safe House waar hij op een bed ligt en is vastgebonden. Chuck zegt dat TK moet blijven leven tot aan de militaire hulp. Stacey zegt tegen Chuck dat de hulp de volgende ochtend komt en dat Katey nog één dosis Zombrex nodig heeft.
Die ochtend komt de hulp aan en beginnen te schieten, maar nadat er gas uit riolen komt veranderen zombies in veel sterkere zombies die moeilijk te doden zijn en elke soldaat sterft omdat ze niets meer konden zien en ze de zombies niet meer konden neerhalen. één soldaat heeft het overleefd. Hij vlucht met een auto. Rebecca heeft alles gefilmd maar vlucht voor de soldaat in de auto. Ze vlucht naar de tunnels en de soldaat ontvoerd haar. In de Safe House zegt Sulivan dat bommen werpen de enige manier is om van de zombies af te geraken. Omdat Rebecca niet terug is gaat Chuck haar zoeken. Hij komt in de tunnels en ziet Sgt. Boykin schieten en hij denkt dat zijn soldaten nog leven. Achter Boykin ligt Rebecca en roept naar Chuck maar Boykin legt haar in de auto. Chuck moet Boykin verslaan. Dit lukt hem, en Chuck bevrijdt Rebecca. Rebecca is gewond aan haar been. Chuck draagt haar terug naar de Safe House. Chuck vraagt aan TK, die nog steeds is vastgebonden aan het bed, waar hij het gas vandaan heeft gehaald, maar hij lost niets. Terwijl Chuck, Stacey en Rebecca praten komen er opeens zombies in de Safe House en zien dat de deur geopend is waarlangs ze kort na het programma binnengingen. Chuck moet 3 delen vinden die verspreid liggen in de Safe House om de deur weer dicht te doen. Als alle zombies weg zijn komt TK tevoorschijn maar wordt toch nog gebeten door een zombie. Nadat Chuck hem komt redden wordt TK weer vastgebonden en smeekt hij om Zombrex. Het is de keuze aan de speler om hem die te geven of niet. Chuck, Stacey, Rebecca en Sulivan kijken naar het nieuws en de nieuwslezer zegt dat er bommen worden gelost om 7 uur. Chuck vraagt aan Rebecca of hij het filmpje kan zien dat Rebecca filmde toen er gas tevoorschijn kwam. Rebecca zegt dat het gas lijkt te komen van de tunnels en Chuck beslist om te gaan kijken. Daar aangekomen ziet hij zombies allemaal in één richting uitgaan. Hij ziet dat ze voor een deur staan en Chuck opent die. Als hij binnen is, ziet hij een soort bijenkorf waar het gas uitkomt. Hij ziet ook mensen met geweren en opeens merkt een van hen dat Chuck geen zombie is en beginnen te schieten. Als Chuck hen verslagen heeft, gaat hij naar een ruimte waar twee mensen zijn. Ook zij beginnen te schieten. Als Chuck ze gedood heeft, ziet hij een laptop staan die hij meeneemt, een telefoon en een lab-kaart. Eens hij in de Safe House aankomt zegt hij dat Phenotrans erachter zitten. Stacey zegt dat zij diegene zijn die Zombrex maken. Rebecca doorzoekt de computer en ziet informatie over het gas en welk effect het heeft op een zombie. Rebecca legt uit dat Phenotrans dit allemaal doen om meer geld te krijgen, omdat mensen dan meer Zombrex kopen. Chuck toont de telefoon die hij vond en Rebecca belt haar station. Maar net voor ze dat kan doen, wordt ze in het hoofd geschoten door Sullivan. Sullivan ontsnapt en Chuck loopt hem achterna. De achtervolging eindigt in Fortune City Hotel op het dak. Daar beginnen ze te vechten. Er komt een vliegtuig dat op Chuck begint te schieten. Nadat Chuck Sullivan heeft verslagen, schiet het vliegtuig nog één keer op Chuck en hij ligt op de grond. Net voordat Sulivan ontsnapt, maakt Chuck Sulivan vast aan een metalen stang, waardoor het vliegtuig tegen zijn parachute vliegt en Sullivan sterft. Chuck belt naar het station van Rebecca en vraagt om helikopters. Als die zijn aangekomen, gaat Chuck op zoek naar Katey. Wanneer hij de lift opent om naar beneden te gaan, ziet hij TK, die veranderd is in een zombie. Dan eindigt het verhaal. Hierop gaat het verhaal verder bij Dead Rising 2:Case West. Dan ziet men dat  Chuck is gered door Frank West uit de eerste Dead Rising en gaan ze samen Chucks onschuld bewijzen door het lab van de Phenotrans te onderzoeken.
Wanneer de speler er wel voor koos, gaat Chuck terug naar de Safe House en ziet dat die leeg is. Hij wordt gebeld door TK en vraagt of hij klaar is voor "Overtime". Hij hoort via de telefoon Stacey en Katey roepen. TK zegt tegen Chuck dat hij een aantal dingen moet gaan halen voor TK. Als hij dat gedaan heeft, moet hij naar de arena terugkeren waar het programma plaatsvindt. Als Chuck aankomt, wordt hij geraakt door een elektrische staaf afkomstig van TK. Wanneer Chuck bijkomt, hangt hij omgekeerd aan een touw boven de grond met zombies. Ook ziet hij Stacey en Katey hangen. Chuck kan naar boven klimmen en Chuck en TK beginnen te vechten. Tijdens het gevecht moet hij zorgen dat Stacey en Katey niet te laag komen bij de grond. Als Chuck TK verslaat, en hij Stacey en Katey redt, gaan ze alle drie samen naar huis.

## Ontvangst
| Beoordeeld door  | Platform      | Datum             | Score |
| ---------------- | ------------- | ----------------- | ----- |
| 411mania.com     | Xbox 360      | 18 oktober 2010   | 85%   |
| Hasta los Juegos | PlayStation 3 | 27 september 2010 | 85%   |
| 411mania.com     | PlayStation 3 | 18 oktober 2010   | 85%   |
| GameSpy          | Xbox 360      | 29 september 2010 | 80%   |
| Brash Games      | Xbox 360      | 22 oktober 2010   | 80%   |
| GameSpy          | PlayStation 3 | 29 september 2010 | 80%   |
| VicioJuegos.com  | PlayStation 3 | 7 oktober 2010    | 79%   |
| GameGavel.com    | Xbox 360      | 15 februari 2011  | 75%   |
| Level            | Xbox 360      | oktober 2010      | 70%   |
| Made2Game        | PlayStation 3 | 24 september 2010 | 70%   |